# Wapen van Astrachan
Het wapen van Astrachan (Russisch: Герб Астраханской области, Gerb Astrachanskoij oblasti) werd op 8 december 1856 voor het eerst aan het Gouvernement Astrachan toegekend. Het huidige wapen werd op 24 juni 1993 aan het Oblast Astrachan toegekend, dat op 27 december 1943 is ontstaan.

## Blazoenering
Het wapen is tweemaal aangepast, het eerste wapen is dat van het Gouvernement Astrachan, het tweede is gelijk aan dat van de stad Astrachan. Het huidige en derde wapen van het oblast heeft een (andere) kroon gekregen.

### Eerste wapen
Het eerste wapen had als blazoenering:
In het azuurblauwe schild een gouden, koninklijke, kroon met vijf bogen en groene voering; daaronder een Oosters zilveren zwaard met een gouden handvat, het scherpe uiteinde naar rechts. Het schild gekroond met een keizerlijke kroon en omringd door gouden eikenbladeren, waaraan andreevskoe lint.
Het schild is blauw van kleur met daarop een gouden kroon bestaande uit vijf gouden bogen met daarop edelstenen en parels. De voering van de kroon is groen van kleur. Onder de kroon een zilveren kromzwaard met gouden handvat. Om het schild een gouden eikenloof, waarin een blauw lint is verwerkt. Boven op het schild een Russische keizerlijke kroon.

### Tweede wapen
Het tweede wapen heeft als blazoenering de volgende tekst meegekregen:
In het azuurblauwe schild een gouden, koninklijke, kroon met vijf bogen en groene voering; daaronder een oosters zilveren zwaard met een gouden handvat, het scherpe uiteinde naar rechts.
Het schild is blauw van kleur met aan de bovenzijde een gouden kroon van vijf gouden bogen waarop edelstenen en parels zijn geplaatst. De kroon is groen gevoerd. Onder de kroon een zilveren kromzwaard met gouden handvat.

### Derde wapen
Het derde, huidige, wapen heeft als blazoenering de volgende tekst:
In een azuurblauw schild een gouden, zoals koninklijke, kroon met vijf zichtbare fleurons op een met parels en edelstenen versierde hoepel met vijf zichtbare tempels, waarvan de middelste is versierd met halfedelstenen, parels en kant, van groen gevoerd. Daaronder een Oosters zilveren zwaard met een gouden gedraaid handvat.
Het huidige schild is gelijk aan dat van de voornoemde stad, gouvernement en het vorige wapen van het oblast. Het grootste verschil zit hem in de kroon die op het schild is gekomen. Ook is de beschrijving van het wapen preciezer gemaakt. Het handvat van het kromzwaard is eveneens aangepast. De op het schild geplaatste kroon wordt niet beschreven.

## Geschiedenis
In 1717 werd Astrachan gevormd uit het zuidelijke deel van de provincie Kazan, nu het Gouvernement Kazan. Nog diezelfde eeuw werd de provincie op gezag van tsaar Paul I afgeschaft om verdeeld te worden over meerdere nieuwe gouvernementen, waaronder het Gouvernement Kaukasus. Na hervormingen werd het Oblast Astrachan opgericht waardoor ook het wapen werd aangepast.